# Lam Hasan
Lam Hasan is een bestuurslaag in het regentschap Aceh Besar van de provincie Atjeh, Indonesië. Lam Hasan telt 2622 inwoners (volkstelling 2010).